# Conquesta de Menorca de 1782

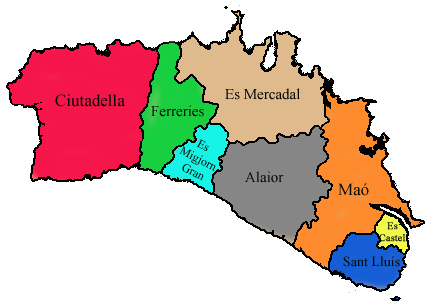
mapa dels pobles de Menorca

La conquesta de Menorca el febrer de 1782 va ser un enfrontament bèl·lic entre les tropes britàniques i les tropes espanyoles i franceses pel domini de l'illa. La victòria fou de les tropes franco-espanyoles i la gesta s'emmarca durant la Guerra anglo-espanyola de 1779-1783.

## Introducció

### Context
Menorca al segle xviii era un dels eixos de la política mediterrània de les grans potències europees de l'època (Espanya, França i la Gran Bretanya). Per això, totes tres es van disputar la possessió de l'illa durant aquest segle caracteritzat per guerres contínues. Arran d'aquest fet, tradicionalment s'ha tendit a explicar la història de Menorca com un seguit de dominacions: tres dominacions britàniques (1713-1756, 1763-1782, 1798-1802), una francesa (1756-1763) i una espanyola (1782-1789), que és la que s'explica a continuació.
| Gran Bretanya (1a dominació) | França (1a dominació) | Gran Bretanya (2a dominació) | Espanya (1a dominació) | Gran Bretanya (3a dominació) | Espanya (definitivament) |
| ---------------------------- | --------------------- | ---------------------------- | ---------------------- | ---------------------------- | ------------------------ |
| 1713-1756                    | 1756-1763             | 1763-1782                    | 1782-1789              | 1798-1802                    | 1802                     |

### Participants
La conquesta de Menorca de 1782 va ser duta a terme pels espanyols amb l'ajuda dels aliats francesos. Des del punt de vista dels anglesos, es parla d'invasió de Menorca i des del punt de vista dels espanyols i francesos, es parla de reconquesta franco-espanyola de Menorca (que els britànics anomenaven històricament "Minorca"). Fins llavors, Gran Bretanya havia dominat l'illa, des de 1763 fins al 1782. Anteriorment, Menorca havia sigut francesa (1756-1763) i també britànica (1713-1756).

### Resultat
La conquesta es va assolir després del setge del fort de Sant Felip (a Maó), l'episodi més important de la invasió, que va durar més de cinc mesos. A grans trets, la gesta va resultar un pas important pel que fa a l'assoliment dels objectius d'Espanya en la seva aliança amb França contra la Gran Bretanya durant la Guerra de la Independència d'Estatus Units. El resultat final va ser la devolució de l'illa a Espanya mitjançant el Tractat de París, de 1783. No obstant això, uns anys més tard, el 1798, els britànics tornaríen a conquerir l'illa, però el 1802, mitjançant el Tractat d'Amiens, Menorca retornaria definitivament a Espanya.

## Antecedents

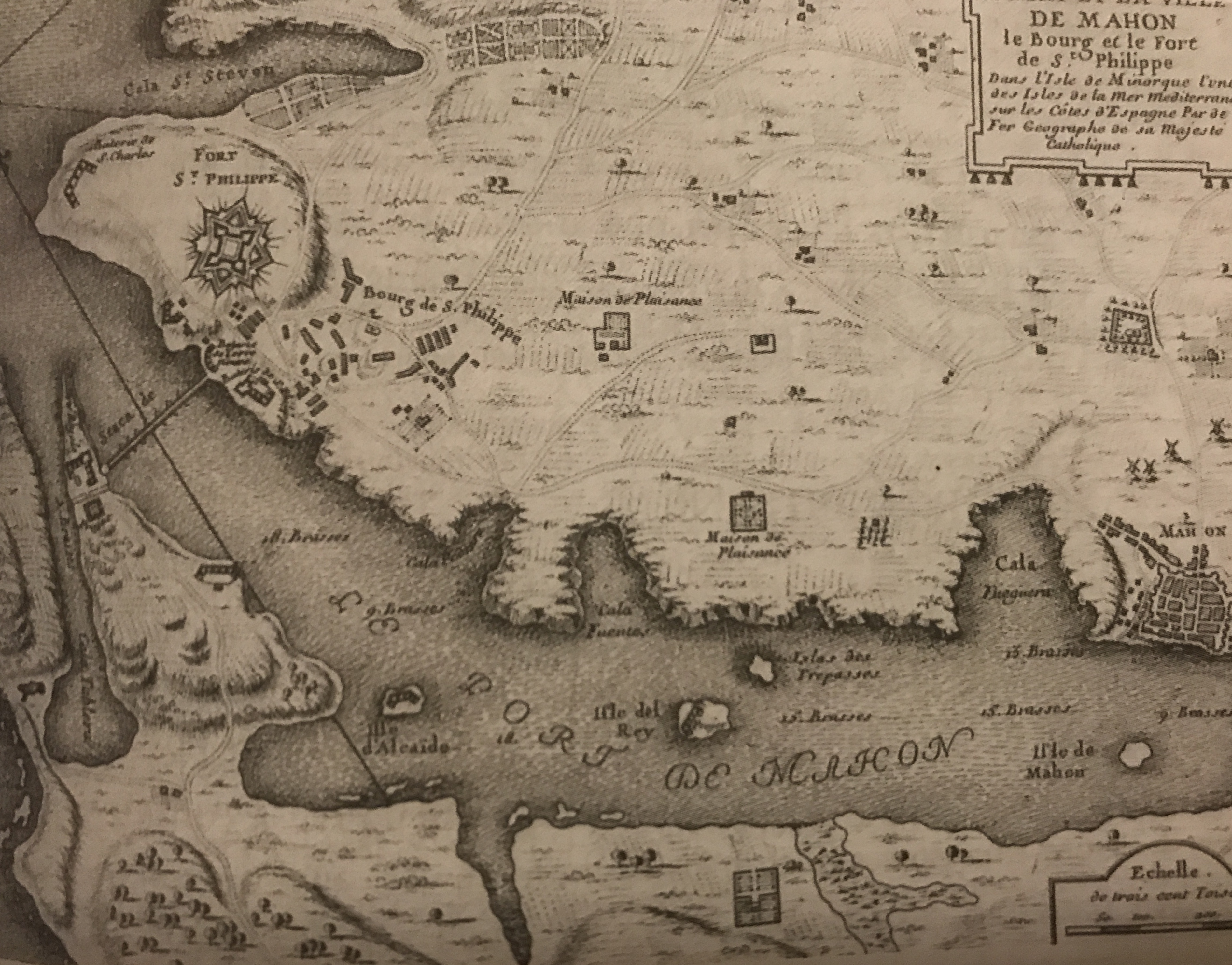
antic mapa del port de Maó

El que cridava més l'atenció de l'illa, peça clau de les grans potències durant el segle xviii, era el port de Maó. Aquest està situat a l'extrem oriental i és un dels millors ancoratges d'aigües profundes del mar Mediterrani. Per això, la possessió de Menorca, sobretot per a una potència naval sense costa mediterrània, era de gran avantatge estratègic. Precisament per aquest motiu, durant la major part del segle xviii, Menorca va estar en mans dels britànics.
L'entrada estreta d'aquest port estava protegida per un fort, conegut com el St. Philip's Castle pels britànics (el castell de Sant Felip), una traducció directa a l'anglès del nom original en espanyol el castillo de San Felipe, que, amb dues fortaleses perifèriques, San Carlos (Sant Carles) i Marlborough, es va enfortir de valent després dels desafortunats esdeveniments de 1756. Resulta que la principal fortificació de l'illa ja havia patit un setge el 1756, quan els francesos van conquerir l'illa.

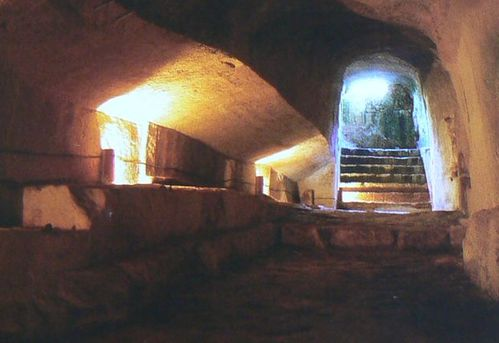
castell de Sant Felip actualment

Encara que els francesos van guanyar aquesta batalla el 1756 contra els britànics (1a invasió francesa de l'illa), després van perdre la Guerra dels Set Anys el 1763, de manera que Menorca va tornar a la Gran Bretanya (2a invasió británica de l'illa), en comptes de a França, aliada d'Espanya, a la qual l'illa estava històricament lligada. El govern espanyol va renovar la seva aliança amb França contra la Gran Bretanya mitjançant el Tractat d'Aranjuez (12 d'abril de 1779), amb la reconquesta de Menorca com un dels seus objectius principals. Un altre objectiu, tot i que no tan prioritari, també era la reconquesta de Gibraltar, l'altra peça clau de la Gran Bretanya al mar Mediterrani. Eliminar Menorca del control britànic era imprescindible perquè era el niu d'una pròspera flota de corsaris, autoritzada pel governador anglès, el tinent general James Murray, per tal de prendre embarcacions que podrien estar negociant amb els enemics britànics.

## Inici

### Els plans de reconquesta

#### Pla del fort de Sant Felip (1780)
Així doncs, a la darreria del segle xviii, els espanyols tenien pensat, segurament entre d'altres, dos objectius: recuperar Gibraltar i Menorca de les mans britàniques. Per una banda, l'intent de recapturar Gibraltar el 1779 va conduir a un setge prolongat i, a la fi de l'any 1780, els caps militars espanyols es van veure obligats a embarcar-se en alguns dels seus altres projectes paral·lelament al setge. Per tant, per altra banda, es va planificar una invasió de Menorca durant els primers mesos de 1781. D'aquesta planificació se’n va encarregar, en gran part, el francès don Luis Bertón de los Blats, duc de Crillon, descendent de "l'home sense por", Louis des Balbes de Berton de Crillon.

#### La flota invasora
Un cop tot planificat, es va portar a l'acció. El 25 de juny de 1781, per una banda, una força francesa d'uns 20 vaixells de guerra, comandats per l'almirall francès Guichen, va marxar de Brest, França, en una patrulla costanera cap al Mediterrani. Pretenien proporcionar protecció addicional a la flota invasora espanyola, però, per tal d'enganyar als britànics, no tenien pensat unir-se als seus aliats espanyols fins que no estiguessin a prop del blanc.
Per altra banda, la flota invasora espanyola (formada per 51 vaixells transportadors de tropes, 18 vaixells de subministrament, 3 vaixells hospitalaris, 3 "viveres", 2 vaixells de bombardeig, un brûlot o vaixell amb substàncies combustibles i inflamables, i 13 escortes armades) va salpar de Cadis, Andalusia, el 23 de juliol de 1781, inicialment cap a l'oest tot fent veure que partia cap a Amèrica, però va girar cua durant la nit i va passar Gibraltar el 25 de juliol.
Durant la navegació, a causa dels vents contraris a la Mediterrània, el 29 de juliol el comboi va començar a trencar-se i es va veure obligat a refugiar-se a la cala de La Subida, prop de Cartagena, Múrcia. En algun moment durant els dies següents, els espanyols es van unir discretament als vaixells de guerra francesos.
Finalment, la flota franco-espanyola va marxar de La Subida el 5 d'agost, va albirar Alacant, País Valencià, el 14 d'agost i uns dies després, la nit del 17 d'agost, va allunyar-se de la costa espanyola i tot sortint en paral·lel a Formentera. A l'endemà, així que passava la petita illa de Cabrera, al sud de Mallorca, la flota es va unir amb 4 vaixells més de guerra des de Palma. Aquella nit del 18 d'agost, el vent va bufava del sud-est i la flota va haver de prendre precaucions per ser arrossegada cap Mallorca. Tanmateix, Menorca es va veure l'endemà al matí.

#### El pla invasor

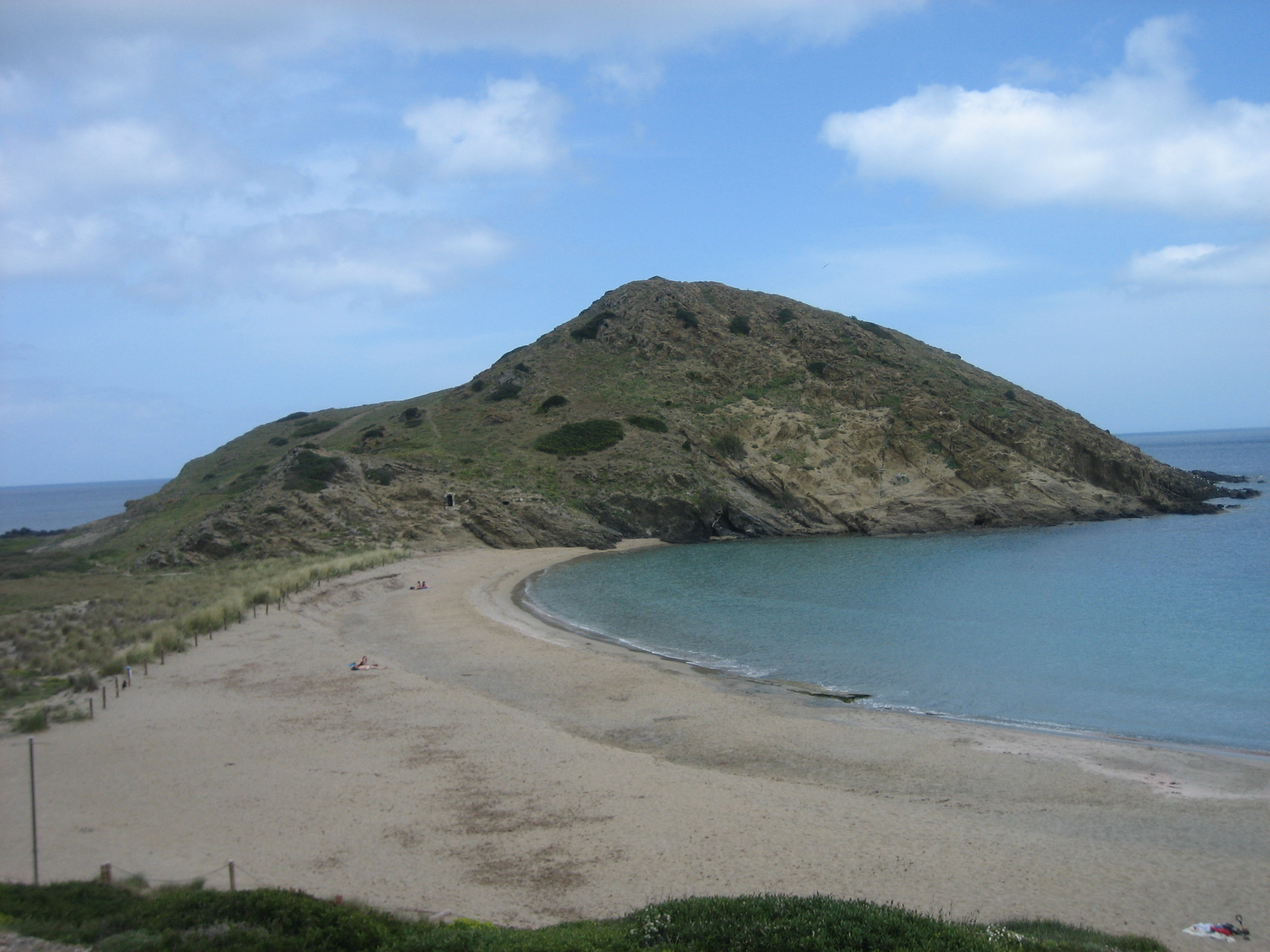
platja de Sa Mesquida actualment

Un cop a Menorca, per una banda es pretenia desembarcar una força principal a la badia de Sa Mesquida, al nord del port Maó, que era l'objectiu principal, i una força secundària a la badia d'Alcaufar, al sud del port. Per altra banda, es pretenien bloquejar els altres dos ports importants de l'illa, el de Ciutadella i el de Fornells.
En primer lloc, la força de Sa Mesquida havia de desplaçar-se ràpidament a la ciutat de Maó, on vivia el governador anglès, per capturar-lo a ell i també el màxim de soldats britànics. En segon lloc, la força d'Alcaufar, havia de bloquejar la carretera que anava des del suburbi residencial britànic, Georgetown (ara Es Castell), fins al fort del castell de Sant Felip. Mentrestant, a Ciutadella, a l'altre extrem de l'illa, una tercera força havia de desembarcar a la cala des Degollador (també coneguda com sa platja Gran), per bloquejar la carretera principal que travessava l'illa. Finalment, en quart lloc, un destacament havia de desembarcar a Fornells, al nord de l'illa,  per prendre la petita fortalesa d'artilleria.

### La realitat de la invasió

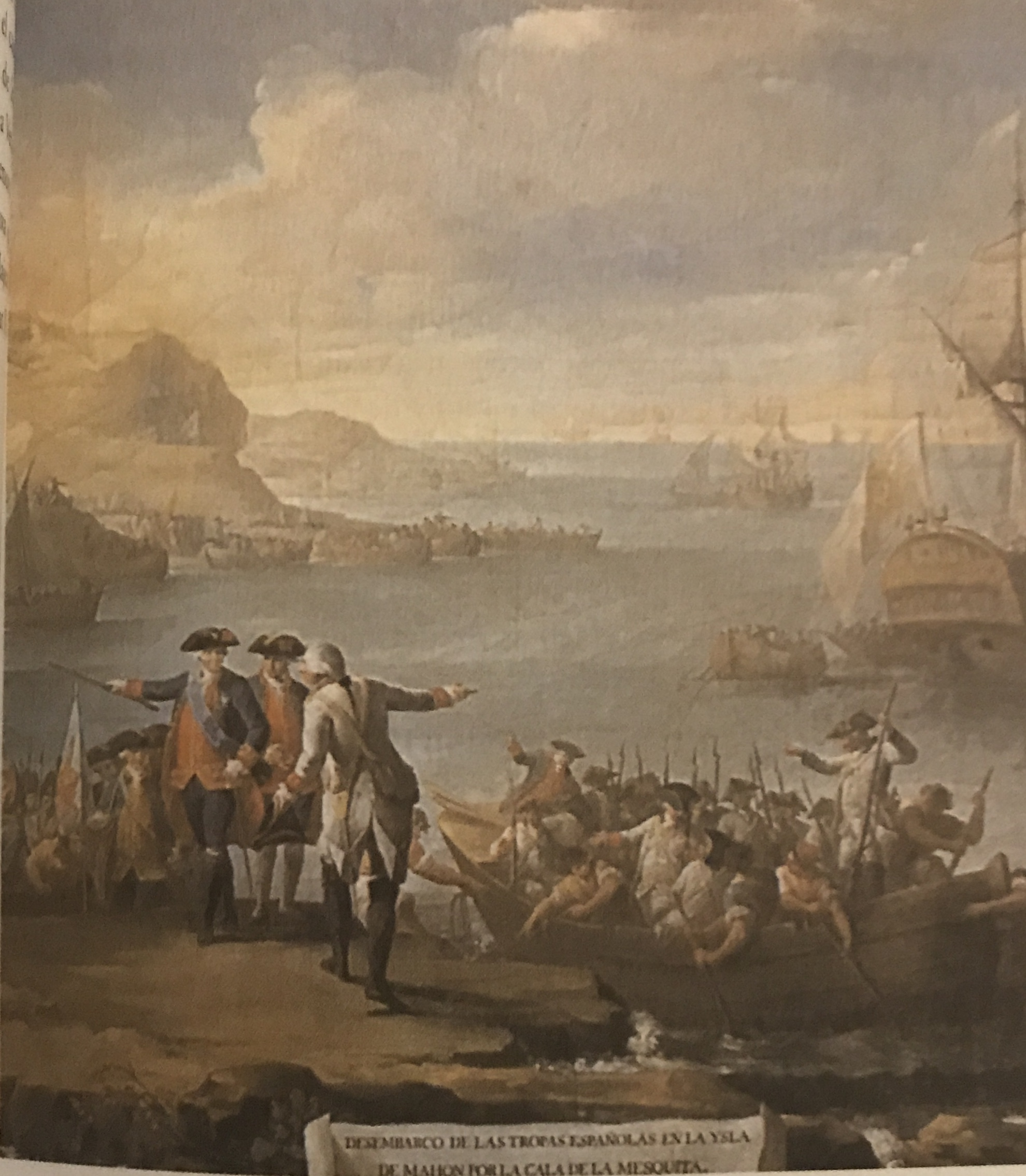
desembarcament dels espanyols a Sa Mesquida

El pla proposat comptava amb un fall important: donar per fet que els britànics es creurien que un gran comboi que s'acostava a Menorca anava amb bones intencions. A més, es van haver de fer altres modificacions a causa del vent, que va obligar la flota principal a navegar pel sud de l'illa, en lloc de pel nord. A sobre, el desembarcament a Ciutadella també era temporalment impossible.
Així, a les 10.30 h del matí, la flota va girar a l'illa d'Aire, al sud-est de Menorca, i va començar a aproximar-se al port de Maó, mentre que el contingent d'Alcaufar es dirigia cap a la costa. Poc després de les 11.30 h, el principal vaixell de la flota, el San Pascual, va passar pel Castell de Sant Felip, amb la seva tripulació a les zones de batalla (no es va anticipar una batalla immediata, però era tradició naval). Finalment, a la 13.00 h del migdia, el San Pascual va arribar a Sa Mesquida. La resta de la flota va anar arribant-hi i van començar els preparatius per al desembarcament. Finalment, a les 18.00 h de la tarda, es va aixecar la bandera espanyola a la platja, però la tropa franco-espanyola va rebre una salutació amb 23 canons.
Tanmateix, resulta que els britànics tenien una torre de vigilància a la costa sud de Menorca i havien detectat l'arribada de la flota invasora. Per això van enviar immediatament un missatge urgent a Maó per avisar del succés, que després van confirmar amb un informe més detallat que van enviar des de la torre de vigilància del Monte Toro (en català, El Toro), la muntanya més alta de Menorca, al centre de l'illa.
Arran de l‘avís, al migdia, la major part del personal britànic de Maó s'havia traslladat a les muralles del castell de Sant Felip. També s'havia fixat una cadena a l'entrada del port i els vaixells petits es trobaven enfonsats al canal estret, cosa que impossibilitava l'entrada per mar. També, davant la situació, les persones més dependents (nens, familiars, etc.), inclosa la família del governador britànic, van fer els preparatius per marxar cap a Itàlia a bord d'un vaixell venecià, que va arribar a Liorna el 31 d'agost. Per altra banda, es va enviar un missatge sobre la invasió a l'enviat britànic a Florència i es va assegurar que la guarnició militar estava en "high health and Spirits" (‘forts de salut i d'esperit’) i que duria a terme "a vigorous resistance" (‘una forta resistència’), com recull The London Gazette, un dels diaris oficials del govern de Regne Unit.
Quan les tropes espanyoles van entrar a la ciutat de Maó, la majoria de la població restant estava al seu costat i els va saludar amb alegria. A Georgetown (Es Castell) només es van prendre 152 presoners i les tropes enviades a Ciutadella i Fornells el 20 d'agost només van trobar forces britàniques d'uns 50 homes.
Mentre es feien acords per posar l'illa sota una administració espanyola, el francès Crillon i el governador britànic Murray es van intercanviar cartes i els invasors van començar a preparar les seves pròpies defenses contra els contraatacs. Al final, el 23 d'agost hi havia més de 7.000 soldats espanyols a Menorca i més tard se n'hi van afegir 3.000. La major part de la flota va marxar una vegada que les tropes es van establir de manera segura i el francès Guichen va tornar a Brest el 15 de setembre.
Quan les notícies sobre la invasió van arribar a Gran Bretanya quatre setmanes més tard, els diaris van informar que la guarnició militar anglesa estava formada per uns 5.660 homes. No obstant això, d'aquest nombre, 1.500 eren membres de la milícia local i 400 eren treballadors civils. Molt pocs membres d'aquests grups van entrar al fort, a excepció d'uns pocs membres de la comunitat empresarial internacional que els britànics havien rebut a Menorca: nord-africans, jueus, grecs, entre d'altres (que després els invasors van expulsar l'11 de setembre). A més, el nombre de soldats incloïa els capturats en altres llocs de l'illa, de manera que el total real dels homes de lluita en el fort seria més aviat d'uns 3.000 i sembla que fins i tot això era una exageració per desanimar als invasors.

## Batalla

### Comença el setge

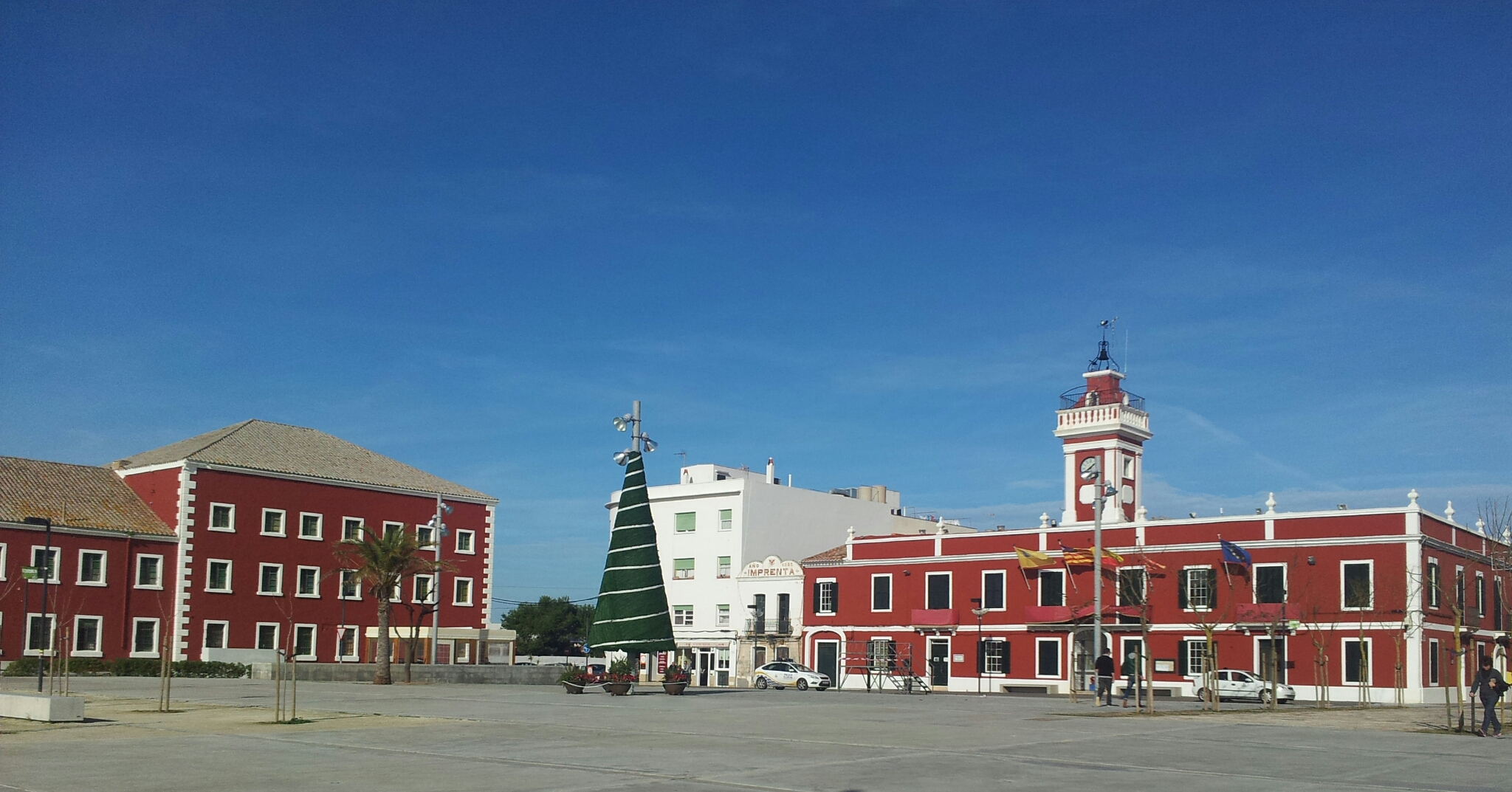
Es Castell (Georgetown) actualment, amb les cases vermelles d'estil anglès

Un cop arribada a Menorca, la tropa franco-espanyola va començar a treballar en bases de canons per assetjar el Castell de Sant Felip, on hi havia els britànics, el més important des de la fortalesa de La Mola, on hi havia els espanyols, al costat oposat de la boca del port de Binissaida, prop de Georgetown (Es Castell). Tanmateix, els britànics no ho van posar fàcil; van dirigir els seus canons als llocs de treball i ocasionalment van enviar tropes fora del fort.
El més notable d'aquestes sortides militars va tenir lloc l'11 d'octubre, quan entre 400 i (com ho van recollir els diaris espanyols) 700 soldats britànics van creuar el port fins a La Mola i van capturar 80 soldats espanyols amb 8 oficials. Es van enviar a buscar les tropes espanyoles, però massa tard; els oficials espanyols van ser alliberats després de donar la seva paraula d'honor que no tornarien a entrar en combat, tret que fossin intercanviats per oficials britànics capturats. Per altra banda tres soldats britànics van morir en l'acció.

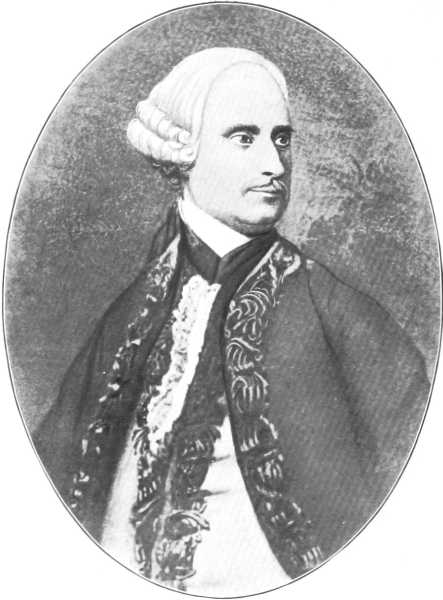
James Murray

Encara que a grans trets, aquesta acció fos un èxit per als britànics, les relacions entre l'anglès Murray i el seu substitut, el tinent general Sir William Draper, es van veure tensades en aquest moment, a causa d'arguments sobre les seves respectives àrees d'autoritat. Després es deteriorarien encara més.

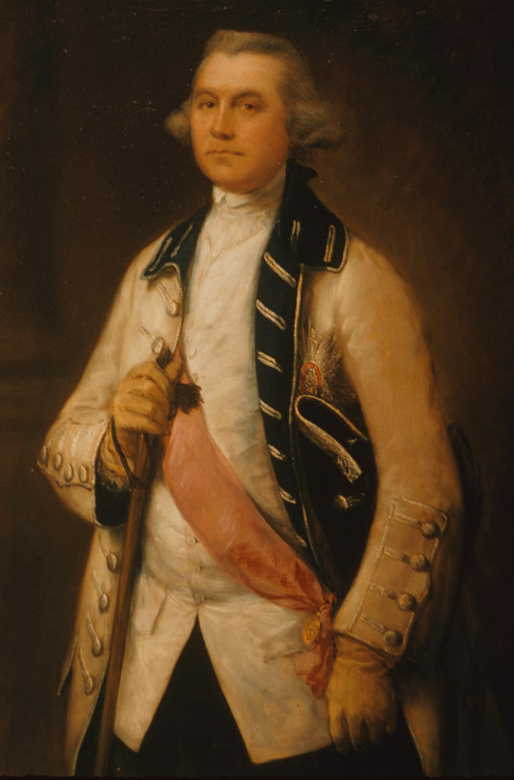
William Draper

Per altra banda, també es va produir un considerable descontentament entre les tropes franceses de Crillon i es van fer comparacions amb l'inútil atac espanyol a la ciutat d'Alger, Algèria, el 1775. Per això, es van demanar reforços i, per casualitat, el primer vaixell va arribar a Fornells des de Marsella l'endemà de l'atac britànic. Així, el 23 d'octubre es van afegir dues brigades (una francesa i una alemanya) que sumaven 3.886 homes als 10.411 que ja hi havia a l'illa. També en aquest moment, el govern espanyol va demanar al francès Crillon que provés una estratègia alternativa.
Entre els informes bastant confusos que es van filtrar a Gran Bretanya des de Menorca, retardats durant diversos mesos, es van publicar dues cartes als documents de Londres a la fi de gener de 1782. Una carta era de Murray a Crillon, datada del 16 d'octubre de 1781, en la qual li recordava bruscament que l'arbre genealògic de Murray era tan noble com el del duc, i per recordar-li també que quan un antic duc de Crillon va ser convocat pel seu rei per trair el seu honor, ell s'hi va negar. L'altra carta era la resposta de Crillon, que indicava que personalment estava content d'acceptar la crítica de Murray. L'origen d'aquest intercanvi va ser una oferta al governador francès de 500.000 pesos (llavors més de 100.000 lliures esterlines, tot i que segons algunes fonts eren 1.000.000 lliures) més un rang garantit en l'exèrcit espanyol o francès, a canvi de la rendició.

### El gran bombardeig
L'11 de novembre van començar a fer servir les bateries de morter dels invasors, que són un conjunt de peces d'artilleria curta i de gros calibre destinada al llançament de bombes. Durant els primers dies l'únic element malmès dins del castell va ser el carro d'un canó petit de 6 lliures (uns 3 quilos). Una bateria de morter es va destruir quan un projectil expulsat del castell va fer explotar la pólvora/la santabàrbara. Els tiradors del castell també van aconseguir enfonsar un vaixell de subministrament que intentava descarregar al moll de Georgetown (Es Castell). Aquesta informació es va posar per escrit en dues cartes del general Murray, del 12 al 13 de novembre, que d'alguna manera van tornar a Anglaterra abans del 4 de desembre. També es van enviar cartes del govern britànic a Murray, elogiant la valentia de la guarnició militar i prometent ajuda al més aviat possible. A la pràctica, amb Gibraltar també assetjat, els britànics confiaven en les elaborades millores que s'havien fet al castell de Sant Felip després de la vergonya del 1756, que incloïa la provisió d'aliments durant més d'un any.
Després de gairebé dos mesos debilitant del fort amb l'artilleria, el 6 de gener de 1782 va ser la data prevista per a l'inici d'un assalt final. En els primers dies d'aquest atac, intensos bombardejos de 100 canons i 35 morters van causar tantes destrosses a les defenses exteriors que l'anglès Murray va haver de retirar totes les tropes a la ciutadella interior. Tanmateix, quan els atacs fossin menys intensos, els defensors anglesos començarien els seus bombardejos cap a les posicions dels atacants espanyols, amb més de 200 canons i 40 morters. També, el 12 de gener, es va enfonsar un altre vaixell de subministrament. Tanmateix, tres dies més tard, els atacants van venjar-se’n tot incendiant amb una granada estratègica un magatzem clau que contenia, entre altres coses, gran part del subministrament de carns conservades en sal del fort, que es va cremar durant quatre dies. Durant aquest temps, també, la relació entre el governador Murray i el tinent-governador Draper es va trencar per complet i, després d'un incident desagradable, aquest últim va ser destituït del seu càrrec.

### La derrota britànica
Per a la guarnició militar, la pèrdua de carn era un problema relativament menor. Les millores al fort no havien inclòs horts resistents a l'artilleria, de manera que els ocupants no tenien accés a verdures fresques, a  la medicina més fiable per combatre l'escorbut, que ara se sap que el causava la manca de vitamina. A poc a poc, més i més soldats van anar experimentant greus símptomes d'aquesta malaltia i, a principi de febrer, el nombre d'anglesos a l'hospital va arribar a ser més de 50 homes per dia.
Per vigilar tots els punts de les defenses complexes es requerien 415 homes. Amb només 660 homes capaços de fer totes les feines cap allà el 3 de febrer, la guarnició militar estava formada, doncs, per 170 homes en comptes dels 830 necessaris per mantenir dos desplaçaments de guàrdies en un dia. Dels 660 homes, 560 van experimentar símptomes d'escorbut i diversos homes que no havien informat als oficials el seu estat de salut van morir durant la guàrdia.
Després d'una sèrie d'informes urgents de l'equip mèdic, el 4 de febrer de 1782, el general Murray va enviar una llista de deu condicions de rendició al duc de Crillon, basada en el principi que la guarnició espanyola havia de proporcionar als anglesos el trasllat a Gran Bretanya, que el pagaria el govern britànic. Aquestes condicions van ser rebutjades, ja que Crillon anava amb la idea d'insistir que la guarnició fos declarada presonera de guerra. Tanmateix, al final va cedir a arribar a un acord.
L'acord final, que les dues parts van acceptar el 5 de febrer i signar el 6 de febrer, va permetre que els homes fossin presoners de guerra temporals mentre esperaven les naus de transport i fins i tot l'acord estipulava que "in Consideration of the Constancy and Valour which General Murray and his Men have shewn in their brave Defence, they shall be permitted to go out with their Arms shouldered, Drums beating, lighted Matches, and Colours flying, till having marched through the Midst of the Army, they shall lay down their Arms and Colours" (“tenint en compte la constància i el valor que el general Murray i els seus homes han demostrat en la seva valenta defensa, se'ls permetrà sortir amb les seves armes a l'espatlla, fer repicar els tambors, disparar amb canons i fer volar la bandera, fins que hagi desfilat la meitat de l'exèrcit, que hauran de baixar les armes i les banderes").
I així ho van fer els 950 homes que podien caminar sense problemes. Mentrestant, les files de les tropes espanyoles i franceses arribaven fins a tots dos costats de la carretera des del castell de Sant Felip fins a Georgetown (Es Castell), on els defensors van deixar les armes en senyal de rendició "to God alone" ("només a Déu"). L'anglès Murray, tot i que mirava cap endavant mentre desfilava, va ser informat per Crillon i el seu suplent, el baró de Falkenhayn, que molts dels francesos i espanyols ploraven en veure’ls. També, Crillon i els seus subordinats van anar molt més enllà de l'acord i Murray adonar-se que els proporcionarien "every Thing which can contribute to our Recovery" ("tot el que pugui contribuir a la nostra recuperació").
| DATES                      | DADES |
| -------------------------- | --- |
| Principi de febrer de 1782 | 50 homes anglesos per dia a l'hospital                                                                                |
| 3 de febrer de 1782        | només 170 homes formen la guarnició militar anglesa, quan en necessitaven 830 560 homes anglesos de 660 cauen malalts |
| 5 i 6 de febrer de 1782    | 950 anglesos accepten ser presoners de guerra temporals                                                               |

## Conseqüències
Definitivament es va reconèixer la conquesta espanyola de Menorca.

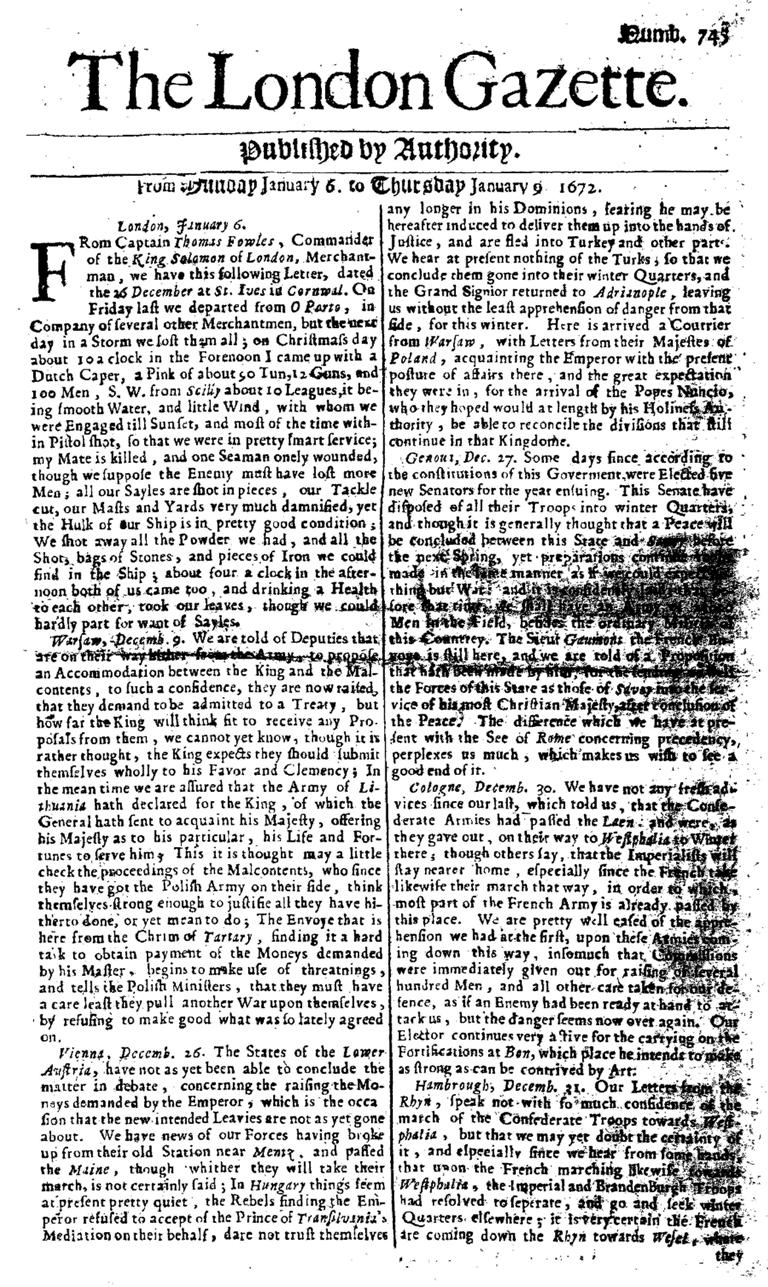
el diari anglès "London Gazette"

Pel que fa a les estimacions de les víctimes espanyoles de les publicacions de la Gaceta de Madrid (22 de febrer de 1782) van ser 184 morts i 380 ferits. Segons l'informe al final del setge del diari London Gazette, 59 homes de la guarnició britànica van morir. Per tant, van quedar 2481 militars, inclosos 149 ferits, que es volien rendir, cosa que indica que o bé es van ignorar una gran quantitat de morts per escorbut o bé les primeres afirmacions britàniques sobre la mida de la guarnició eren exagerades. També, després de la rendició, van sortir del fort 43 treballadors civils, 154 dones i 212 nens. Pel que fa al castell, després d'una discussió entre els planificadors militars espanyols, va ser posteriorment malmès a part d'una senzilla reparació, de manera que no es va poder aprofitar en el tipus d'atac sorpresa que Crillon havia pensat i usat contra els espanyols.

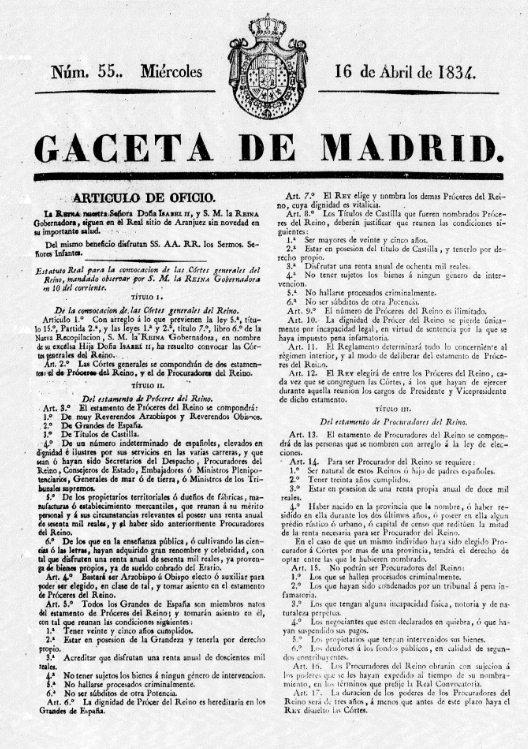
el diari espanyol "Gaceta de Madrid"

Després de l'èxit, per una banda, el duc de Crillon va ser guardonat amb el títol de "duque de Mahón" (duc de Maó) i es va encarregar d'intentar reconquistar Gibraltar, on es va embarcar en un atrevit pla per assaltar la ciutadella. Per a més informació, consulteu el Gran Setge de Gibraltar.
Per altra banda, el tinent general James Murray va ser jutjat pel consell de guerra el novembre de 1782, per les acusacions de Sir William Draper. Murray va ser considerat culpable de només dos delictes (el més greu va ser per haver emès una ordre despectiva per al seu substitut, que va ser l'espurna que encendre la suspensió de Draper al gener). Més endavant, el gener de 1783 va ser condemnat a una repressió i, poc després, per la intervenció directa del rei Jordi III, va rebre una disculpa de Draper per certes paraules fora del judici, que d'altra manera podrien haver comportat un duel. El febrer va ser ascendit a general, però després del seu 60 aniversari durant el setge, mai va tornar al servei actiu, tot i que es va convertir en coronel dels 21 Fusiliers el 1789.
Malgrat la victòria dels espanyols el 1782, els britànics tornarien a conquerir Menorca, per tercera vegada, el novembre de 1798. Tanmateix, el 1802, mitjançant el Tractat d'Amiens, l'illa retornaria a Espanya de forma definitiva.